# Monographia Salicum
Monographia Salicum (abreviado Monogr. Salicum) es un libro con descripciones botánicas que fue escrito por el botánico y pteridólogo sueco, Nils Johan Andersson,  autor de trabajos sobre el sauces y sobre la flora escandinava y la de Laponia y editado en 1865-1867.